# Христианство на Филиппинах

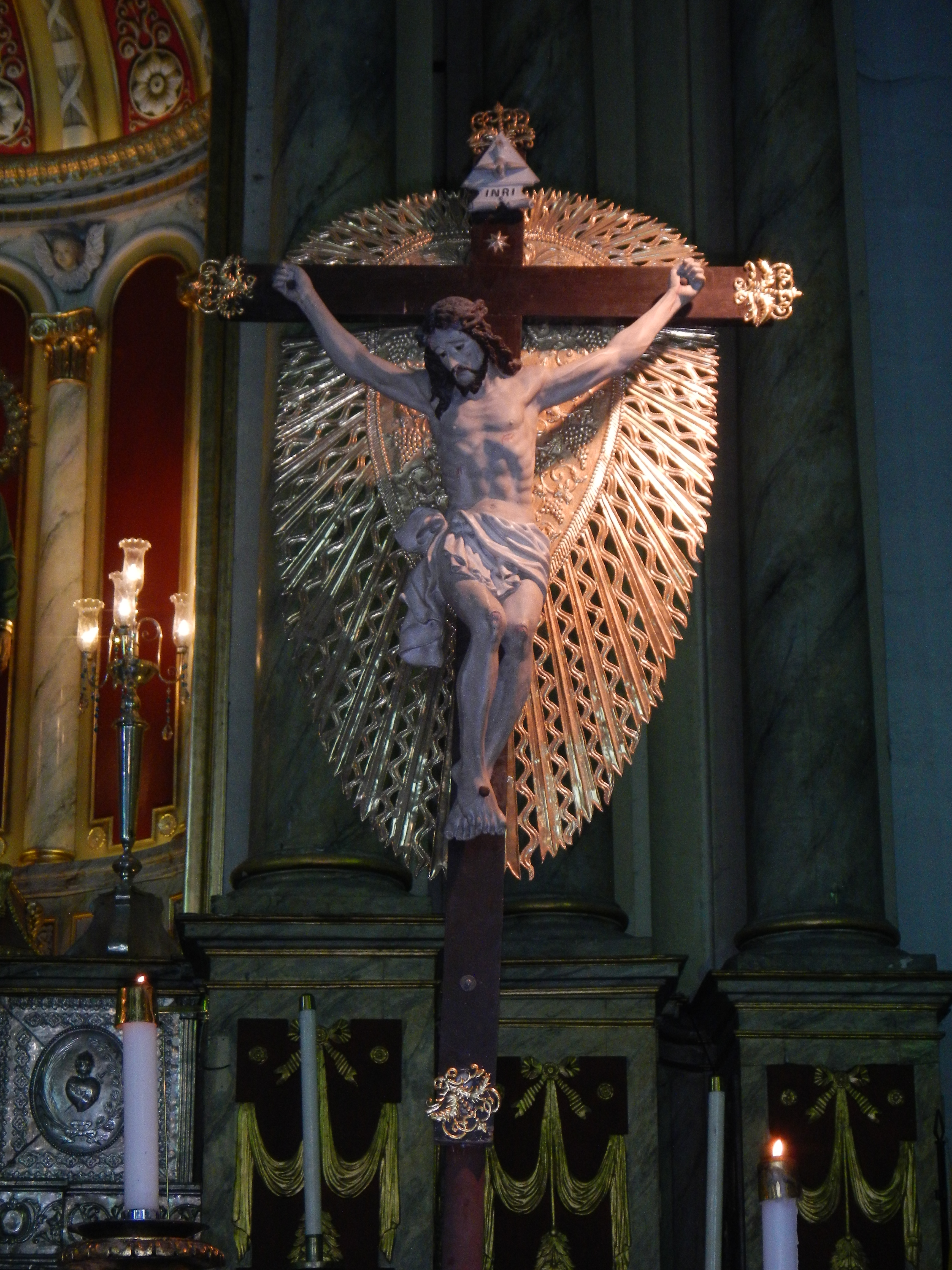
Распятие Иисуса Христа в Церкви Святого Августина в Маниле

Христианство на Филиппинах — крупнейшая религия в стране.
По данным исследовательского центра Pew Research Center в 2010 году на Филиппинах проживало 86,8 млн христиан, которые составляли 93,1 % населения этой страны. Энциклопедия «Религии мира» Дж. Г. Мелтона оценивает долю христиан в 2010 году в 89,4 % (83,15 млн верующих).
Крупнейшим направлением христианства в стране является католицизм. В 2000 году на Филиппинах действовало 81,2 тыс. христианских церквей и мест богослужения, принадлежащих 499 различным христианским деноминациям.

## Католицизм
История католичества на Филиппинах начинается в XVI  в., когда испанцы достигли побережья группы островов, где расположена территория страны. 
Официально  миссионерская  деятельность  Католической  церкви  на Филиппинах началась в 1521 г. В месте под названием Себу (ныне один из крупнейших городов Филиппин) начала миссию Испанская Католическая Церковь, постепенно распространявшая свои религиозные ценности по территории страны. Организованная программа католической христианизации населения Филиппин осуществлялась разными монашескими орденами. Она была начата в 1565 г. августинцами. За ними последовали францисканцы (1578 г.), иезуиты (1581 г.), доминиканцы (1587 г.) как из Испании, так и из Мексики. Со временем РКЦ получила сплошной ареал распространения на территории Филиппин, оформившись в религиозный институт со сложной территориально-организационной структурой, состоящей из соподчинённых единиц разного таксономического ранга (от низового, т.е. приходов, до митрополий, объединяющих несколько епархий) и оказывающий влияние на жизнь общества на национальном и региональном уровнях.
Образование  населения и его социальная защита были почти полностью делегированы Церкви на протяжении всего периода испанского владычества. К концу XVI века в Маниле были открыты три больницы: отдельные для испанцев, коренных жителей и для китайцев.
Римско-Католическая Церковь (РКЦ), сохраняет высокое влияние в обществе, несмотря на то, что по общественной инициативе она была отделена от государства ещё в 1898 г. Таким образом, история католицизма на Филиппинах насчитывает 500 лет, а к её сторонникам относится более 80% её населения.

## Протестантизм
Протестанты составляют примерно 11% от всего населения страны и принадлежат к протестантским группам, включая Адвентистов седьмого дня, Объединённую церковь Христа, Объединённых методистов, Епископальную церковь на Филиппинах, Библейскую баптистскую церковь, Свидетелей Иеговы и Церковь Иисуса Христа святых последних дней и другие протестантские церкви. К прочим местным христианским группам относятся Iglesia ni Cristo (Церковь Христа), Филиппинская независимая церковь (Aglipayan, по имени основателя Грегорио Аглипая, откололась от католиков в начале X X в.). 
Начало развития протестантских общин было положено в 1898 г. с приходом американцев на смену испанской колонизации. Католичество в то время пронизывало все сферы жизни филиппинцев, а антикатолическая настроенность американцев послужила мощным стимулом к началу миссии. Прежде всего все районы Филиппин были разделены для проповеди между пресвитерианами, баптистами и методистами. Раздел состоялся в 1898 г. в Нью-Йорке на встрече лидеров церквей. Это было соглашение о вежливости для сдерживания конфликтов между протестантскими миссионерами. В 1901 г. протестанты создали Евангелический союз. Внедрялись протестанты через образование школ и университетов на Филиппинах: Силлиманский университет (1901), Центральный филиппинский университет (1905), Христианский университет Филамера (1904), Адвентистский университет Филиппин (1917), а также через систему здравоохранения. 